# 滇北杜英
滇北杜英（学名：Elaeocarpus borealiyunnanensis）为杜英科杜英属下的一个种。